# Beiersdorf (Pölzig)
Beiersdorf ist ein Ortsteil von Pölzig im Landkreis Greiz in Thüringen.

## Lage
Beiersdorf liegt nordwestlich von Pölzig an der Landesstraße 1081. Der Ortsteil befindet sich im begrünten Umfeld der Gärten und Obstflächen und liegt im Schmöllner-Zeitzer Ackerbaugebiet am Rand der Leipziger Tieflandsbucht. Beiersdorf grenzt im Norden und Osten an den südlichsten Teil des Landes Sachsen-Anhalt.

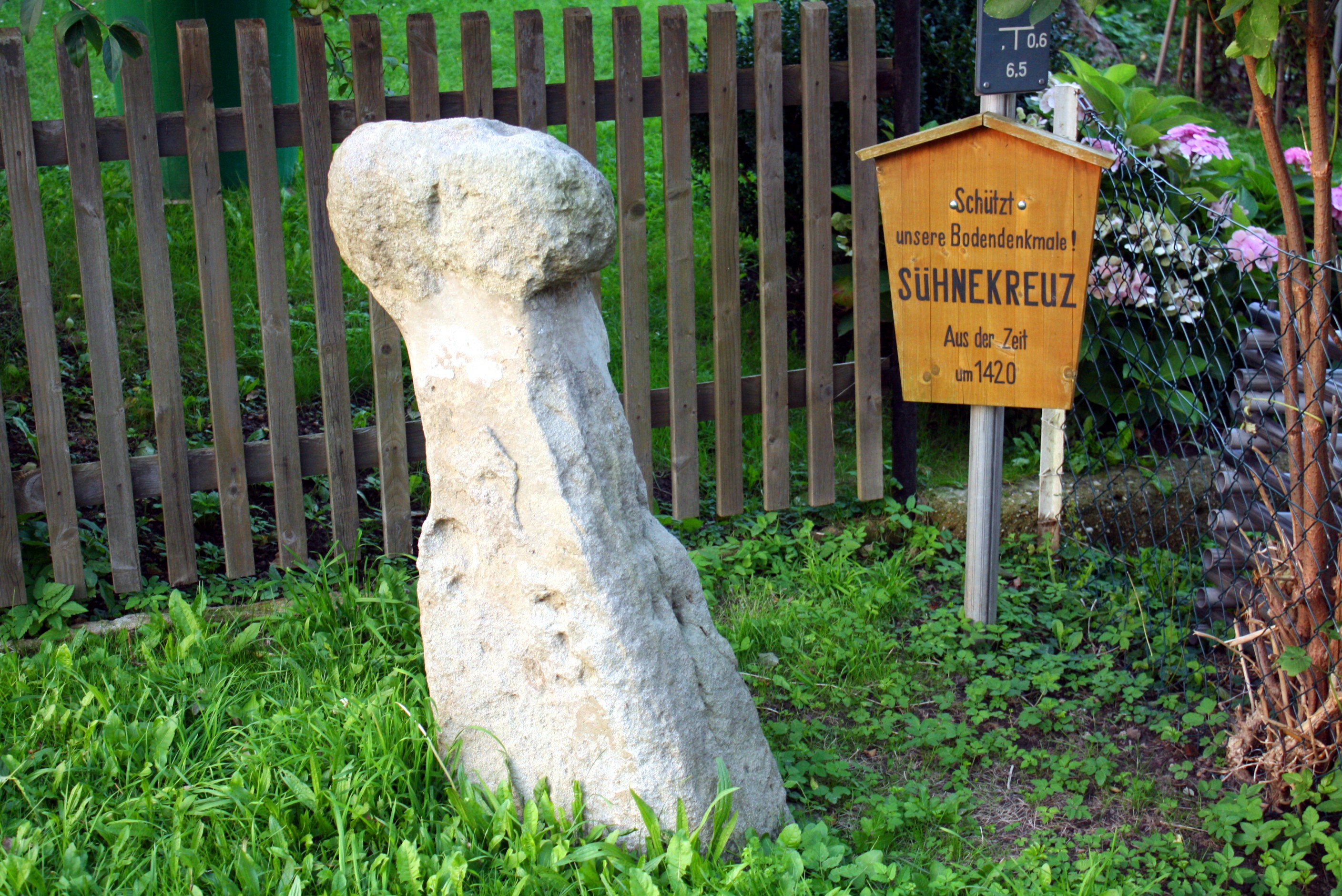
Sühnekreuz um 1420

## Geschichte
Am 19. September 1178 wurde das Dorf erstmals urkundlich erwähnt. Beiersdorf gehörte bezüglich der Grundherrschaft zum Rittergut Pölzig. Dieses
gehörte zum wettinischen Amt Altenburg, welches ab dem 16. Jahrhundert aufgrund mehrerer Teilungen im Lauf seines Bestehens unter der Hoheit folgender Ernestinischer Herzogtümer stand: Herzogtum Sachsen (1554 bis 1572), Herzogtum Sachsen-Weimar (1572 bis 1603), Herzogtum Sachsen-Altenburg (1603 bis 1672), Herzogtum Sachsen-Gotha-Altenburg (1672 bis 1826). Bei der Neuordnung der Ernestinischen Herzogtümer im Jahr 1826 kam Beiersdorf wiederum zum Herzogtum Sachsen-Altenburg. Nach der Verwaltungsreform im Herzogtum gehörte das Dorf bezüglich der Verwaltung zum Ostkreis (bis 1900) bzw. zum Landratsamt Ronneburg (ab 1900). Das Dorf gehörte ab 1918 zum Freistaat Sachsen-Altenburg, der 1920 im Land Thüringen aufging. 1922 kam Beiersdorf zum Landkreis Gera.
Bei der zweiten Kreisreform in der DDR wurden 1952 die bestehenden Länder aufgelöst und die Landkreise neu zugeschnitten. Somit kam Beiersdorf zum Kreis Gera-Land im Bezirk Gera, der seit 1990 als Landkreis Gera zu Thüringen gehörte und bei der thüringischen Kreisreform 1994 im Landkreis Greiz aufging. Am 1. Juli 1961 wurde Beiersdorf nach Pölzig eingemeindet.

## Verkehr
Beiersdorf war von 1901 bis 1969 mit dem Bahnhof Pölzig in der Beiersdorfer Flur an die Gera-Meuselwitz-Wuitzer Eisenbahn angeschlossen. Das bis heute erhalten gebliebene Empfangsgebäude befindet sich am Rand eines Gewerbegebiets nordöstlich von Beiersdorf. Es wird heute als kleines Museum und als Domizil des Vereins „IG GMWE Bahnhof Pölzig“ genutzt.
Ferner führt durch Beiersdorf die Landesstraße 1081 von Seelingstädt-Chursdorf zur sachsen-anhaltischen Landesgrenze bei Heuckewalde.
Den ÖPNV sichert hauptsächlich die RVG Regionalverkehr Gera/Land. Mit der Linie 208 ist Beiersdorf im Zweistundentakt unter der Woche direkt und am Wochenende über Heuckewalde an Gera angebunden. Weiterhin verbindet der Omnibusbetrieb „Herzum Tours“ den Ort unregelmäßig mit Ronneburg.